# Novembre 1790

## Événements
- Éruption du Kīlauea à Hawaï[1].
- France : conflit avec le Saint-Empire romain germanique : l'Assemblée demande aux princes allemands « possessionnés » en Alsace de se soumettre à la loi française en matière de droits féodaux.

- 1er novembre : publication des Réflexions sur la Révolution de France d’Edmund Burke[2]. La Révolution française de 1789-1790 est d’abord bien accueillie en Grande-Bretagne, dans la mesure où elle laisse présager un affaiblissement de la France en Europe. Edmund Burke est minoritaire quand il s’en prend à la façon dont les Constituants font table rase de l’Ancien Régime et à l’aspect inutilement abstrait de leurs « Droits de l'homme ». En revanche, les radicaux s’enthousiasment. Thomas Paine répond à Burke par les Droits de l’Homme, en faveur de la république et du suffrage universel (1792). Des sociétés radicales essaiment dans tout le pays (Société des Amis du peuple, Société de correspondance londonienne, et rencontrent une large audience dans les milieux populaires.

- 14 décembre, France : début de l'Expédition du Solide.

- 21 novembre, France : Duport-Dutertre, ministre de la justice.

- 22 novembre : retour des troupes autrichiennes dans les Pays-Bas autrichiens[3].

- 27 novembre, France : décret donnant obligation aux ecclésiastiques de prêter serment de fidélité à la Nation, à la loi, au roi, donc à la Constitution civile du clergé. Le serment rendu obligatoire déchire l'Église de France en deux clergés rivaux.

## Naissances
- 15 novembre : Constantin d'Hane-Steenhuyse, homme politique belge († 18 septembre 1850).
- 17 novembre : August Ferdinand Möbius (mort en 1868), mathématicien et astronome allemand.
- 29 novembre : Jean-Pierre Willmar, homme politique belge († 28 janvier 1858).

## Décès
- 6 novembre : James Bowdoin, (né le 7 août 1726) était un chef politique et intellectuel américain de Boston, Massachusetts pendant la révolution américaine. Après l'indépendance, il était gouverneur du Massachusetts. Son grand-père, Pierre Boudouin, était réfugié comme huguenot venant de France.